# Pablo Campos
Pablo Campos (Rio de Janeiro, 29 gennaio 1983) è un ex calciatore brasiliano, di ruolo attaccante.

## Carriera
Ha giocato nella massima serie dei campionati svedese e nordamericano (statunitense).

## Palmarès

### Club

#### Competizioni nazionali
- Campionato MLS: 1

Real Salt Lake: 2009